# Áed (roi d'Écosse)
Pour les articles homonymes, voir Aed.
Áed, aussi appelé Aedh, Aodh ou Ethe, est brièvement roi d'Écosse de 877 à 878. Fils de Kenneth Ier, il succède à son frère Constantin Ier. Il est tué peu après son accession au trône par Giric qui conspire contre lui avec le neveu utérin d'Aed, Eochaid.

## Règne
Áed est un souverain particulièrement mal connu. Fils de Kenneth Ier, il succède à son frère Constantin Ier, apparemment après une année d'interrègne liée à l'occupation de la Pictavia par les Vikings. La Chronique des Rois d'Alba n'a rien à dire sur son règne, sinon qu'il a été assassiné dans la « civitas de Nrurim », un événement daté de 878 dans les Annales d'Ulster. L'historien Alex Woolf identifie Nrurim avec la ville de Dunblane, dans le Strathallan, au nord de Stirling.
Áed aurait été inhumé à Maiden Stone, dans l'Aberdeenshire. Les sources ne sont pas claires sur sa succession. Son neveu utérin Eochaid semble être monté sur le trône et avoir régné conjointement avec un certain Giric.
Áed est le dernier roi à être désigné dans son obituaire comme rex Pictorum par les chroniques d'Irlande.

## Postérité
Áed est le père du roi Constantin II, qui règne de 900 à 942 ou 943. Un second fils nommé Domnall serait, selon une interprétation discutable de la Chronique des Rois d'Alba, devenu roi de Strathclyde en 908.